# بريا
بريا هي مدينة وعاصمة محافظة هوت-كوتو، جمهورية أفريقيا الوسطى.